# Congrès international des mathématiciens de 1893
Le Congrès international des mathématiciens de 1893 eut lieu du 21 août au 26 août 1893 dans le cadre de l'Exposition universelle de 1893 à Chicago aux États-Unis.
Ce congrès ne fait pas partie de la liste officielle des Congrès internationaux des mathématiciens, le premier retenu étant celui de Zurich en 1897, parce que seulement 4 des 45 participants du Congrès de Chicago ne venaient pas des États-Unis et que l'Allemagne seule avait envoyé une délégation officielle, incluant Felix Klein. Mais il donna une impulsion à l'institution de ces Congrès.

## Exposition universelle de 1893
L'Exposition universelle de 1893, officiellement Columbian World’s Fair ou World's Columbian Exposition, aussi connue comme la foire mondiale de Chicago, est une exposition qui se tient du 1er mai 1893 au 30 octobre 1893 à Chicago dans l'Illinois. Elle a lieu pour célébrer le 400e anniversaire de l’arrivée de l’explorateur Christophe Colomb dans le Nouveau Monde. L'Exposition attire 27 millions de visiteurs en 1893.

## Congrès dans le cadre de l'exposition universelle
L'université de Chicago (University of Chicago) fut fondée en 1892 et la nouvelle faculté de mathématiques organisa un Congrès international de mathématiques dans le cadre de l'Exposition universelle de 1893. Elle se tint du 21 au 26 août 1893.

## Antécédents
Felix Klein a prononcé le discours d'ouverture du Congrès international de mathématiques tenu conjointement avec l'Exposition universelle de Chicago en 1893. Le discours, « L'état actuel des mathématiques », contenait un «manifeste» pour la future coopération internationale des mathématiciens. Klein, comme Georg Cantor dont les efforts avaient conduit à la fondation de la Société mathématique allemande, croyaient tous deux fermement à la collaboration internationale en mathématiques. Leurs objectifs étaient les mêmes, mais tous deux étaient motivés par des raisons personnelles différentes. Cantor a estimé que ses collègues proches critiquaient injustement son travail, il voulait donc une plate-forme plus large pour promouvoir ses idées. Klein avait des idées fortes sur l'enseignement des mathématiques et la recherche mathématique et était un grand organisateur qui voulait voir ses idées placées sur une scène plus large. Ce Congrès est une étape importante dans le lancement de la série des Congrès internationaux des mathématiciens. Si vous regardez les articles publiés dans les Actes de ce Congrès de 1893, il semble qu'il ait été suivi par de nombreux mathématiciens européens de premier plan. Ce n'était cependant pas le cas car seulement 4 des 45 participants n'étaient pas des États-Unis. Klein a apporté des articles de mathématiciens allemands, français, autrichiens, italiens et suisses pour publication dans les Actes.